# Don Casmurro
Don Casmurro (Dom Casmurro) è un romanzo dello scrittore brasiliano Machado de Assis di stile realista. Fu pubblicato nel 1899 ed è uno dei libri più tradotti della letteratura brasiliana. È considerato all'unanimità il capolavoro della letteratura brasiliana e fu definito "l'Otello brasiliano" dalla critica letteraria Hellen Caldwell.
In questo romanzo Machado de Assis continua un processo di innovazione della scrittura incominciato con la pubblicazione di Memorie postume di Brás Cubas nel 1881. L'impiego di capitoli corti, l'ironia e il pessimismo caratteristici dell'autore, le forme narrative innovative e l'uso del metalinguaggio e dell'intertestualità sono largamente presenti in questa opera.

## Personaggi principali
Bentinho (Don Casmurro): Protagonista del romanzo, innamorato dell'amica Capitu. È un ragazzo estremamente legato alla figura della madre e forse per l'iperprotezione che riceve da questa è un ragazzo timido e insicuro. Questo fattore ha probabilmente generato la sua gelosia e la sua sospettosità verso Capitu. Bentinho è estremamente dipendente da Capitu e dalla sua famiglia.  
Capitu: È la vicina di Bentinho, proveniente da una famiglia di bassa classe sociale. Capitu, diversamente da Bentinho, è una ragazza sicura di sé, perspicace e di personalità indipendente.
Escobar: è il migliore amico di Bentinho, che l'ha conosciuto in seminario. La sua amicizia con Capitu genererà in seguito una forte gelosia da parte di Bentinho.
Dona Gloria: madre di Bentinho, è una donna estremamente religiosa e dedita al proprio figlio, ma a causa di un voto fatto anni prima è costretta a mandarlo in seminario.
José Dias: coabitante che vive a casa di Dona Gloria. È estremamente legato alla famiglia di Bentinho e lo protegge in modo paterno. Usa molto il superlativo; è dotato di grandi doti di persuasione e ha una grande influenza su Dona Glória. Con il passare del tempo acquisisce una certa autorità all'interno della famiglia.

## Trama
Il romanzo può essere considerato un'autopsicanalisi di Bento Santiago, che viene chiamato anche Bentinho o Don Casmurro, che ha vissuto una storia di amore dal finale tragico (crede di essere stato tradito dalla moglie). La storia comincia anni dopo la morte di questa, quando Don Casmurro decide di scrivere un libro raccontando la storia della sua vita; ha inizio quindi una lunga narrazione in flashback.
Bentinho vive a Rio de Janeiro, in via Matacavalos, insieme con la madre Dona Gloria, allo zio Cosmo, alla cugina Justina e al coabitante della famiglia, José Dias. Nella casa vicina vive la sua amica Capitu (o Capitolina). Bentinho è destinato, a causa di un voto fatto dalla madre, a diventare sacerdote, ma per molti anni questo voto viene dimenticato. La storia incomincia proprio quando José Dias, notando il nascere di teneri sentimenti tra Bentinho e Capitu, fa in modo che Dona Gloria si ricordi del voto e sottolinea la necessità di mandarlo subito in seminario; Bentinho, però, era ormai innamorato dall'amica.
Bentinho, contro la sua volontà, entra in seminario, ma non vi rimane per molto tempo, perché con l'aiuto di Capitu e dello stesso José Dias riesce a convincere la madre a rinunciare al voto. Passano alcuni anni e cresce l'amore tra Bentinho e Capitu. Nel frattempo tra l'uscita dal seminario e il suo matrimonio, Bentinho si laurea in Diritto e diviene amico di Escobar, un ex compagno di seminario che più tardi sposerà Sancha, un'amica di Capitu. Le due famiglie diventano estremamente unite e per alcuni anni vivono in completa felicità. L'amicizia tra Capitu e Escobar, però, comincia a far sorgere in Bentinho sentimenti di gelosia. Due anni dopo il matrimonio nasce un figlio, Ezequiel. Bentinho incomincia a vedere una rassomiglianza tra il bambino ed Escobar. 
Alcuni anni dopo Escobar muore annegato e le copiose lacrime di Capitu durante il funerale turbano Bentinho. Con il passare degli anni la gelosia e l'insicurezza di Bentinho emergono sempre più ed egli comincia a vedere in Ezequiel la figura di Escobar. Bentinho medita di suicidarsi, di uccidere la moglie e il figlio e infine decide di separarsi dalla moglie; abbandona quindi Capitu ed Ezequiel in Svizzera dove la donna muore alcuni anni dopo. Ezequiel, già adulto, si laurea in archeologia e prima di partire per l'Egitto, dove troverà la morte, si reca a Rio per visitare Bentinho, che lo trova identico a Escobar.
Bentinho diventa sempre più solitario e perturbato e passa a vivere di ricordi; costruisce una casa uguale a quella natia di Matacavalos cercando di unire le due facce della sua vita ma è troppo tardi: Bentinho è ormai vecchio e "casmurro" (termine popolare usato per definire una persona taciturna e chiusa).

## Lo stile della narrativa
Quello che viene considerato il punto forte di Don Casmurro non è la storia in sé, ma il modo in cui questa viene narrata. In Don Casmurro, la narrativa assume la forma di un'autobiografia del protagonista, Bentinho. Prima di tutto è necessario che il lettore distingua l'autore dal narratore, sapendo che la narrazione del secondo, partendo dal punto di vista di un personaggio, sarà sempre parziale.
La narrazione non ci permette di sapere se davvero si sia compiuto un adulterio, dato che la presenza di un narratore interno narratore-personaggio non ci può garantire l'imparzialità del resoconto dei fatti. La trama è narrata dal punto di vista di un marito geloso che crede nel tradimento della moglie, ma nel corso della narrativa emergono sia elementi che confermano la sua colpa, sia altri che la smentiscono. Tutto questo fa in modo che il tema centrale di Don Casmurro sia la gelosia e non l'adulterio, giacché non è possibile sapere se Capitu abbia di fatto tradito Bentinho.
La vicenda è raccontata attraverso un flashback. Il narratore, Bentinho cerca attraverso le sue memorie di ricostruire il passato e il risultato è una narrativa non lineare e abbastanza frammentaria. Questo processo di scrittura fa in modo che il lettore segua la storia come una specie di complice del narratore, un compare a cui viene dato il compito di rispondere al grande dubbio: Bentinho è stato tradito o no? Si tratta di una domanda senza risposta, dal momento che nel libro abbondano indizi tanto della colpa quanto dell'innocenza di Capitu. Tutti i personaggi e gli avvenimenti vengono filtrati attraverso il punto di vista del narratore, che emerge dal suo stesso racconto come un uomo conservatore, patriarcale, insicuro; è infatti la personalità del narratore che ci fa sorgere il dubbio se Capitu lo abbia veramente tradito o se egli, narrando la propria storia sotto il peso delle proprie insicurezze e della propria fragilità emotiva, non stia, deliberatamente o inconsapevolmente, alterando i fatti.